# Tranemo
Tranemo este un oraș în Suedia.

## Demografie
| \| Evoluția demografică a zonei urbane Tranemo, 1970–2015 \| Evoluția demografică a zonei urbane Tranemo, 1970–2015 \| Evoluția demografică a zonei urbane Tranemo, 1970–2015 \| Evoluția demografică a zonei urbane Tranemo, 1970–2015 \| Evoluția demografică a zonei urbane Tranemo, 1970–2015 \| \| --------------------------------------------------------------------------------------- \| ------------------------------------------------------ \| ------------------------------------------------------ \| ------------------------------------------------------ \| ------------------------------------------------------ \| \| An \| \| \| Locuitori \| \| \| 1970 \| 1970 \| \| 2.811 \| 2.811 \| \| 1975 \| 1975 \| \| 2.811 \| 2.811 \| \| 1980 \| 1980 \| \| 3.071 \| 3.071 \| \| 1990 \| 1990 \| \| 3.197 \| 3.197 \| \| 1995 \| 1995 \| \| 3.223 \| 3.223 \| \| 2000 \| 2000 \| \| 3.198 \| 3.198 \| \| 2005 \| 2005 \| \| 3.152 \| 3.152 \| \| 2010 \| 2010 \| \| 3.168 \| 3.168 \| \| 2015 \| 2015 \| \| 3.224 \| 3.224 \| \| Sursa: SCB - Statistika Centralbyrån, Folkmängden per tätort. Vart femte år 1960 - 2016 \| \| \| \| \| |      |  |           |       |
| Evoluția demografică a zonei urbane Tranemo, 1970–2015 |      |  |           |       |
| An |      |  | Locuitori |       |
| 1970 | 1970 |  | 2.811     | 2.811 |
| 1975 | 1975 |  | 2.811     | 2.811 |
| 1980 | 1980 |  | 3.071     | 3.071 |
| 1990 | 1990 |  | 3.197     | 3.197 |
| 1995 | 1995 |  | 3.223     | 3.223 |
| 2000 | 2000 |  | 3.198     | 3.198 |
| 2005 | 2005 |  | 3.152     | 3.152 |
| 2010 | 2010 |  | 3.168     | 3.168 |
| 2015 | 2015 |  | 3.224     | 3.224 |
| Sursa: SCB - Statistika Centralbyrån, Folkmängden per tätort. Vart femte år 1960 - 2016 |      |  |           |       |